# Argia oenea
Argia oenea là một loài chuồn chuồn kim trong họ Coenagrionidae.
Argia oenea is in 1865 voor het eerst wetenschappelijk beschreven door Hagen in Selys.